# Sverdrupbyen
Sverdrupbyen är en tidigare stadsdel i södra utkanten av Longyearbyen på Spetsbergen i ögruppen Svalbard. 
Bosättningen Sverdrupbyen anlades från hösten 1938 för anställda i Gruve 1b i samband med att nytt slag skulle göras, vilket kom att kallas Gruve 1b. Detta låg tillräckligt  långt den senast brutna Gruve 2 att det ansågs nödvändigt att bygga nya bostäder. Omedelbart under den nya Gruve 1b-öppningen uppfördes fyra tvåvånings arbetarbaracker, tre tjänstemannabostäder och våren 1939 en arbetarmässbyggnad, som fick ett tillägg 1946 med festsalen "Nysalen". Barackerna hade plats för 56 arbetare i tvåmansrum. Det byggdes också en tre kilometer lång väg längs bergssidan från Gamle Longyearbyen till Sverdrupbyen. År 1939 byggdes linbanan mellan Gruve 1b och Linbanecentralen.
Sverdrupbyen låg på nordvästra sidan av Longyearälven, lika långt in i Longyeardalen som den senare anlagda Nybyen på andra sidan Longyearälven. En gångbro förband de båda stadsdelarna.
Sverdrupbyen klarade sig från den systematiska förstörelse av Longyearbyen som genomfördes av det tyska slagskeppet Tirpitz och en ilandsatt demoleringsstyrka den 8 september 1943 i Operation Zitronella. Demoleringsstyrkan kallades tillbaka innan den hunnit fram till Sverdrupbyen.
Arbetarbarackerna och de andra bostäderna brändes ned 1985 som en brandövning efter det att Gruve 1b lagts ned 1958. Mässbyggnaden har dock bevarats. Också en lenhovdabarack från tiden omedelbart efter andra världskriget 1946, som använts som magasin och även stall, står kvar och är efter restaurering under 2010-talet nu Restaurang Gruvelageret. Gångbron till Nybyen, som byggts 1947, revs 1988. 
Sverdrupbyen har sitt namn efter norrmannen Einar Sverdrup (1895–1942). Han hade varit chef för Store Norske Spitsbergen Kulkompani A/S vid tidpunkten för anläggandet av Sverdrupbyen. Han deltog som frivillig ledare under andra världskriget för den allierade Operation Fritham, som hade som syfte att återta det evakuerade Svalbard. Han dödades under denna operation, när fartyget Isbjørn sänktes i Grønfjorden av ett tyskt flygplan den 13 maj 1942.

### Noter

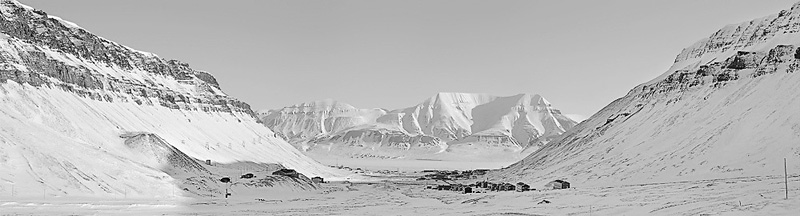
Longyeardalen 2004 sedd från söder mot den tillfrusna Adventfjorden. Sverdrupbyen ligger på vänstra sidan av den frusna Longyearälven och Nybyen till höger.